# Alexiushospital (Magdeburg)
Das Hospital St. Alexius (lateinisch hospitale sancti Alexii) war ein Hospital in Magdeburg vom 12. bis zum 19. Jahrhundert.

## Lage

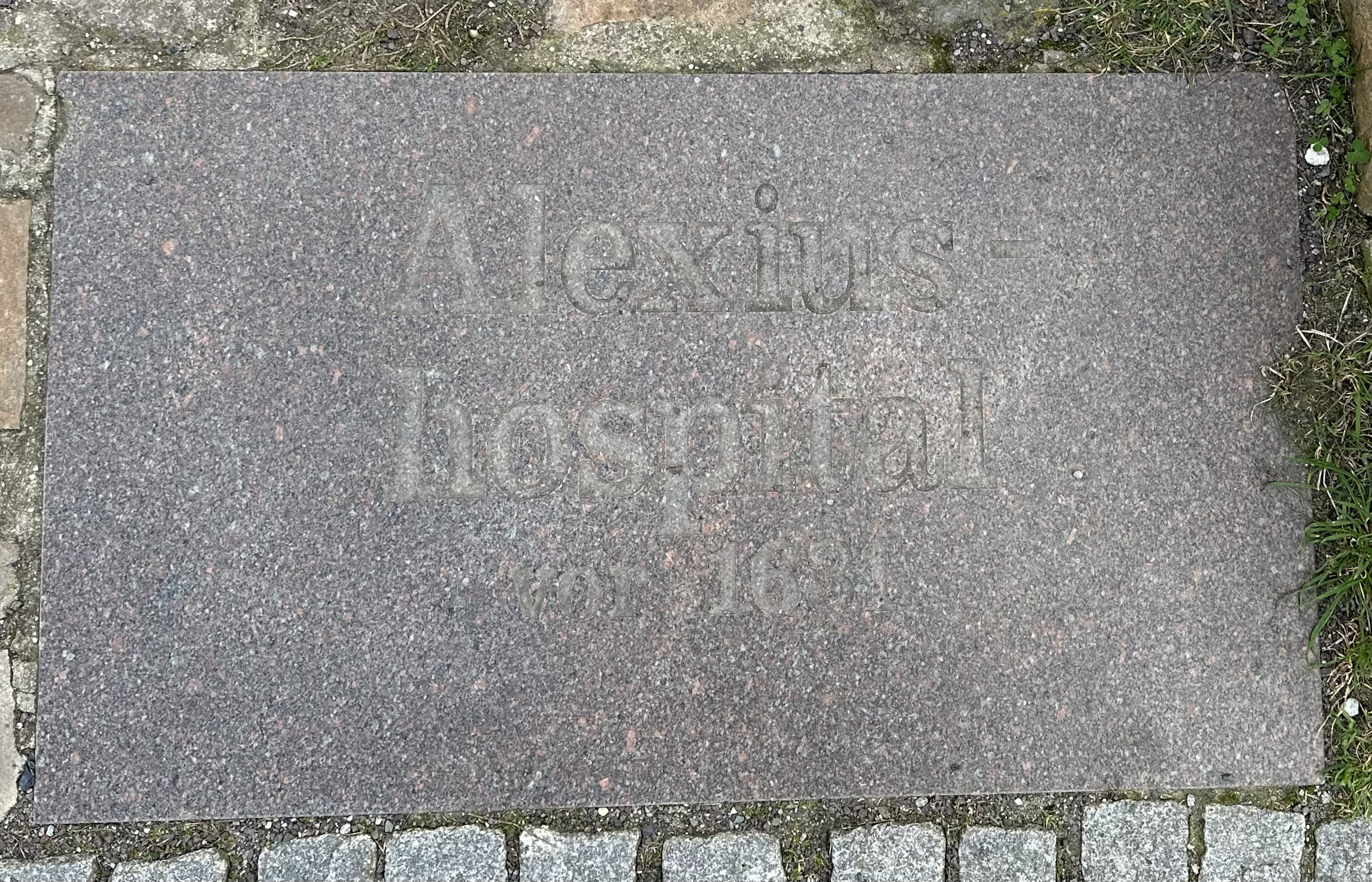
Tafel mit der Inschrift Alexiushospital vor 1631 in der Regierungsstraße, südwestlich des Klosters Unser Lieben Frauen

Das Alexiushospital befand sich unmittelbar südlich am Stift Unser Lieben Frauen in der Altstadt an der späteren Adresse Regierungsstraße 1. Der ehemalige Standort wird heute durch eine in den Boden eingelassene Tafel markiert. Auf dessen Gelände lagen die Kapelle St. Alexius, mindestens ein Wohngebäude (curia), Wirtschaftsgebäude, ein Friedhof und die Wallfahrtskapelle zum Ölberg seit 1506.
Von der Anlage ist nur ein versetztes Portal der Wallfahrtskapelle erhalten.

## Geschichte
Das Hospital wurde um 1100 gegründet und dem heiligen Alexius von Edessa geweiht. 1130 wurde es dem Stift Unser Lieben Frauen eingegliedert. Es wurde sowohl für auswärtige Gäste, als auch für Kranke und Arme genutzt.
Das Hospital erwarb einigen Besitz.
Im Dreißigjährigen Krieg wurden die Gebäude, darunter auch die Alexiuskapelle beschädigt. Danach wurden sie erneuert, und die beiden Kapellen wohl in ein Wirtschaftsgebäude baulich integriert.
Das Alexius-Hospital bestand bis etwa 1835. 1888 wurden die Gebäude abgerissen.